# El Drac (obra de teatre)
El Drac (en rus: Дракон , tr. Drakon) és una obra de teatre en tres actes del dramaturg soviètic Ievgueni Schwartz. Fou escrita entre els anys 1942 i 1944, durant el setge de Leningrad.
Fou estrenada per primera vegada a Moscou l'any 1944 però seguidament va ser censurada i no es va poder reestrenar fins al 1962.
L'obra ha estat traduïda al català per Joan Casas i Nina Avrova i fou publicada juntament amb altres obres de Schwartz l'any 2021.

## Personatges
- El Drac
- Lancelot
- Carlemany - arxiver
- Elsa - La filla de Carlemany
- Burgmestre
- Henry és el seu fill
- Gat
- Ruc
- 1r teixidor
- 2n teixidor
- Mestre de barrets
- Mestre de Música
- Ferrer
- Primera amiga de l'Elsa
- Segona amiga de l'Elsa
- Tercera amiga de l'Elsa

## Produccions
Nikolai Akimov va estrenar l'obra l'any 1944 al Teatre de Comèdia de Leningrad durant la segona guerra mundial. Després de la primera representació pública a Moscou, el 4 d'agost de 1944, l'obra fou censurada i no es va tornar a representar a l'URSS fins al 1962.
El 1962, quatre anys després de la mort de Schwartz, Nikolai Akimov va poder reestrenar El drac al Teatre de Comèdia de Leningrad. L'obra va romandre en el repertori durant dues temporades.

## Adaptacions cinematogràfiques
- 1961 — Sèrie de televisió “Drakon” (Polònia)[2] — Dir. : Jerzy Krasowski. Intèrprets: Drac - Tadeusz Schanecki i Stanislav Mihalik; Lancelot - Ferdinand Matysik, Burgmestre - Edward Ronczkowski.
- 1988 - Убить дракона (en rus: Дракон , tr. ubit' drakona) (URSS, Alemanya Occidental) - Director : Mark Zakharov. Intèrprets: Drac - Oleg Yankovsky, Lancelot - Alexander Abdulov, Burgmestre - Evgeny Leonov. El guió de la pel·lícula va ser escrit per Grigory Gorin i Mark Zakharov.[3]